# 中山政康
中山 政康（なかやま まさやす、1893年（明治26年）9月1日 - 1981年（昭和56年）1月21日）は、日本の陸軍軍人。最終階級は陸軍中将。

## 経歴
茨城県出身。1913年（大正2年）5月、陸軍士官学校（25期）を卒業。同年12月、砲兵少尉に任官した。
1936年（昭和11年）8月、皇族付武官（永久王付）に就任。1938年（昭和13年）7月、砲兵大佐に昇進。1939年（昭和14年）3月、野砲兵第3連隊長に発令され日中戦争に出征。
1940年（昭和15年）12月、関東軍砲兵司令部高級部員に転じた。1941年（昭和16年）7月、第7砲兵司令部高級部員、1942年（昭和17年）6月、第24砲兵団長に就任し、1942年（昭和17年）8月、陸軍少将に進級した。1944年（昭和19年）6月、第7砲兵司令官となり、1945年（昭和20年）4月、陸軍中将に進んだ。同年5月、陸軍歩兵学校付に発令され帰国。同月、第77師団長に親補され、鹿児島県姶良郡加治木町で本土決戦に備えている中で終戦を迎えた。1947年（昭和22年）11月28日、公職追放仮指定を受けた。
戦後、茨城県郷友連盟会長を務めた。1981年12月、気管支炎のため水戸市の住谷内科医院で死去した。